# ギガスオオアリ
ギガスオオアリ(英:carpenter dinomyrmex)は、ハチ目スズメバチ亜目アリ科オオアリ属のアリでオソレハリアリと並んで世界最大のアリの一つ。

## 見た目
女王アリは30~40 mm程度、ワーカーですら20~30 mmはある。日本最大のクロオオアリと比べると､1.5~2倍の差がある。腹部は焦げ茶色をしていて、金色の短い毛が生える。それ以外は艶のある黒色。脚と触覚は身体とほぼ同程度の長さで、細く頑丈。

## 生態

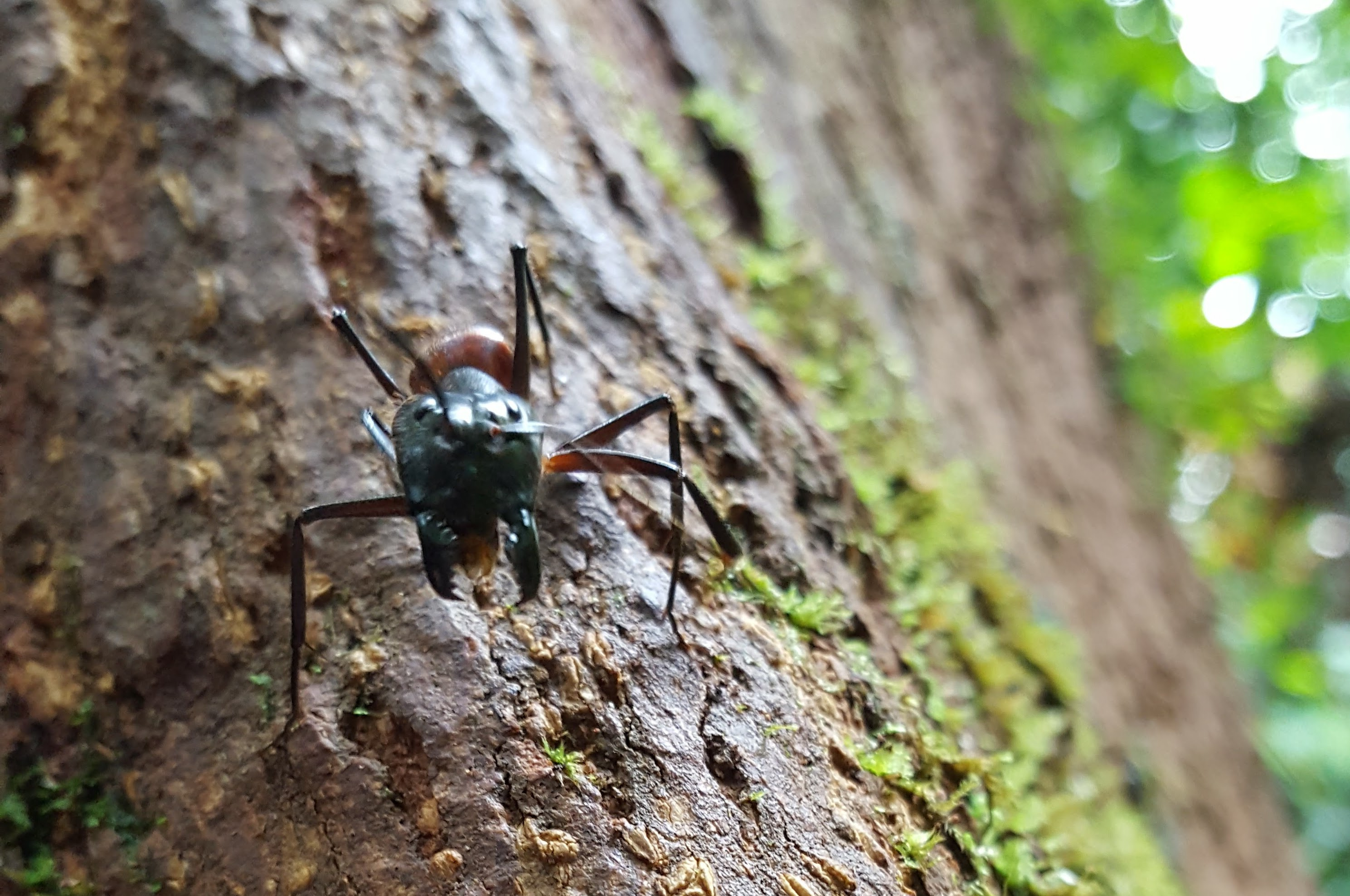
ワーカーの顔

東南アジアの低地部の森林から低山にかけて生息する超大型のアリ。日本のクロオオアリの1.5倍以上の大きさ、コガタスズメバチやキイロスズメバチとほぼ同等の大きさとなり､人目には付き安い。しかし、生息域が人里離れていることや､体色が地面や木の幹と似ているため､見つけづらいときもある。咬む力も非常に強く人間の皮膚なら簡単に突き破ることができる。飼育･研究用として女王アリが数万円~数十万円で売られている。ジャングルの奥地に生息するため、未だ解明できてない部分も多い。

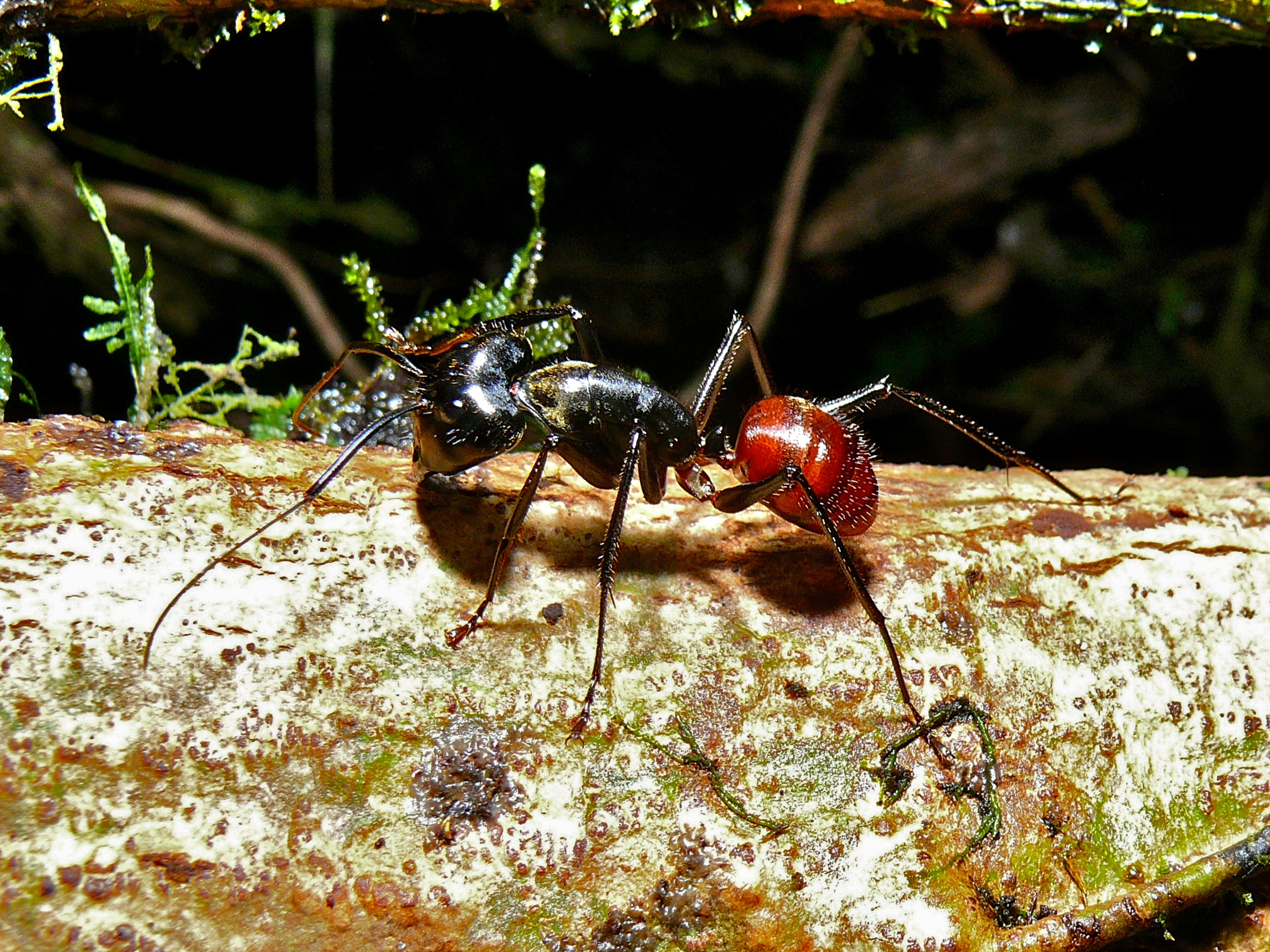
歩くワーカー